# Firuzkuh
Fīrūzkūh (farsi فیروزکوه) è il capoluogo dello shahrestān di Firuzkuh, circoscrizione Centrale, nella provincia di Teheran in Iran. Aveva, nel 2006, una popolazione di 15.807 abitanti. Si trova ad est di Teheran, nella parte orientale della regione.